# Управление по охране труда Великобритании

Эмблема Управления

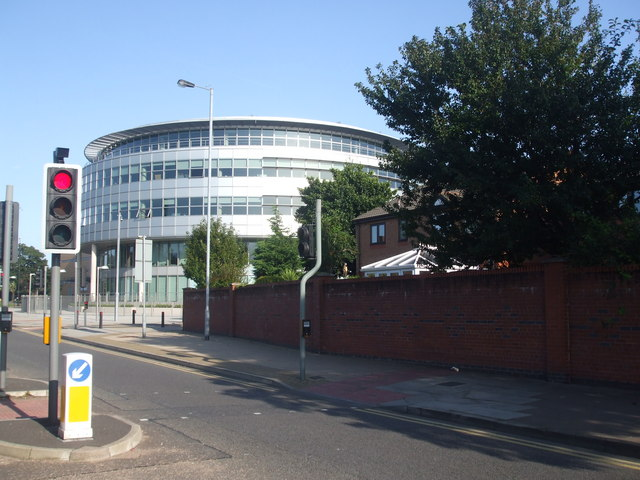
Штаб-квартира Управления в Бутле

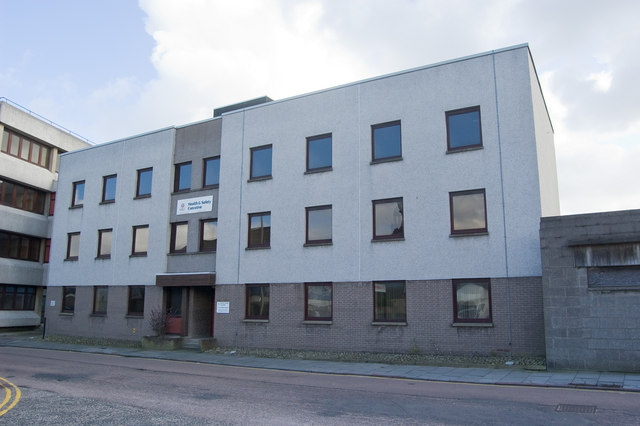
Одно из зданий Управления в Абердине, Шотландия

Управление по охране труда в Великобритании (англ. Health and Safety Executive) — это государственная организация в Великобритании, которая отвечает за стимулирование, регулирование и проверку выполнения требований законодательных актов по охране труда и технике безопасности, а также за проведение научных исследований, обучение, публикации и информирование в области охраны труда и техники безопасности. Руководство Управления находится в Ливерпуле. Управление занимается охраной труда в Англии, Шотландии и Уэльсе. В Северной Ирландии охраной труда занимается Управление Северной Ирландии.
Управление было создано в соответствии с Законом об охране труда 1974 года (англ. Health and Safety at Work etc. Act 1974). Работа Управления проводится за счёт средств, выделяемых Министерством труда и пенсий. В процессе выполнения своих функций Управление расследует и изучает несчастные случаи и аварии на промышленных предприятиях, как мелкие, так и крупные.

## Руководители
- Джудит Хакит[англ.] (2008—2016)
- Мартин Темпл[англ.] (2016—2020)
- Сара Ньютон[англ.] (с 2020)

## Функции
Согласно Закону об охране труда 1974 года, Управление должно:
- Оказывать помощь и содействие тем людям в тех областях, которые охватываются Законом об охране труда 1974 года.
- Проводить и стимулировать проведение исследований и публикаций, обучения и информирования в тех областях, которые относятся к работе Управления.
- Проводить информирование и консультирование государственных учреждений и работодателей, рабочих и их уполномоченных представителей, и других людей в области охраны труда и техники безопасности.
- Разрабатывать нормативные документы, регулирующие вопросы охраны труда в Великобритании[англ.].

Управление обязано информировать Государственного секретаря о своей деятельности и планировать свою работу в соответствии с его указаниями.
C 1 апреля 2006 года Управление прекратило свою деятельность в отношении железнодорожного транспорта  соответствии с Актом о железнодорожном транспорте.
Управление также отвечает за Медицинскую консультативную службу.

## Структура и ответственность
Местные органы власти Великобритании отвечают за выполнение требований законодательства в области охраны труда и техники безопасности на предприятиях, в офисах и других организациях.
В состав Управления входят:

### Инспекция по взрывчатым веществам
Это подразделение Управления занимается контролем за выполнением требований законодательства в области классификации и перевозок взрывчатых веществ. Оно даёт лицензии на изготовление и хранение в большом количестве взрывчатых веществ.

### Лаборатория охраны труда

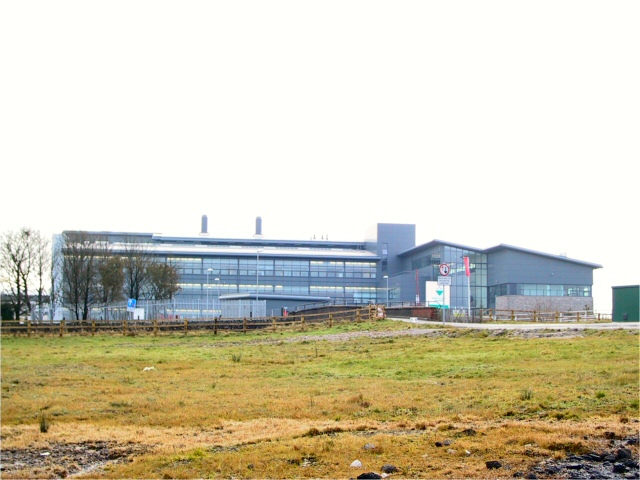
Здание лаборатории охраны труда в университете Шеффилда, 2005 г

Лаборатория охраны труда (HSL) находится в Бакстоне, Дербишир. В ней работает более 350 учёных, инженеров, психологов, социологов, специалистов в области здравоохранения и технических специалистов.
Лаборатория была основана в 1921 году исследовательским Комитетом по безопасности на шахтах (англ. Safety in Mines Research Board) для проведения крупномасштабных экспериментов в области безопасности на шахтах. После создания Управления в 1975 году она была преобразована в два его подразделения: Лабораториею техники безопасности и Лабораторию взрыво- и пожаробезопасности. В 1995 году при формировании состава Управления в него включили те подразделения, которые находились в Бакстоне, а также лаборатории в Шеффилде. А в 2004 году организации, находившиеся в Шеффилде, перевели в Бакстон, и место, занятое лабораторией, передали университету Шеффилда.
Сейчас лаборатория работает как организация, проводящая научные исследования для Управления,  других государственных органов и негосударственных организаций.

### Королевская инспекция по шахтам
Королевская инспекция по шахтам (Her Majesty’s Inspectorate of Mines) организация отвечает за обеспечение выполнения требований по безопасности на всех шахтах Великобритании. Она находится в Шеффилде, в Саут-Йоркшире.

### Управление по безопасности в атомной промышленности
Управление по безопасности в атомной промышленности (Nuclear Directorate) с 1 апреля 2011 г объединилось с ONR. Её подразделения находятся преимущественно в Бутле, и её основными задачами являются:
- обеспечение безопасного обращения с радиоактивными отходами гражданских и военных организаций — Nuclear Installations Inspectorate
- обеспечение безопасности гражданских ядерных объектов и безопасной перевозки радиоактивных материалов — The Office for Nuclear Security (в апреле 2007 года эта организация включена в Управление HSE)
- обеспечение безопасного обращения с радиоактивными материалами на гражданских предприятиях с целью предотвращения диверсий и использования их для производства оружия. — UK Safeguards Office (в апреле 2007 года эта организация включена в Управление HSE)
- выполнение программы исследований в области ядерной безопасности.

### Регистр консультантов в области безопасности и промышленной гигиены
Сейчас Управление обеспечивает учёт консультантов — специалистов в области безопасности и промышленной гигиены.  Регистр консультантов по охране труда и технике безопасности в Великобритании (OSHCR) - публичный регистр Великобритании с информацией о консультантах в области охраны труда и техники безопасности. Регистр создан для оказания помощи работодателям, нуждающимся в услугах специалистов по охране труда. Поводом для создания регистра стал доклад правительства в октябре 2010 года, в котором были рекомендованы обязательная аккредитация всех консультантов по охране труда в профессиональных организациях, а также обеспечение свободного доступа к этой информации в Интернете. Управление намерено передать обеспечение работы Регистра подходящей торгово-промышленной организации после его создания и начала функционирования.

## Критика
Работа управления подвергалась критике. Заявляли, что его рекомендации не обеспечивают достаточный уровень безопасности. Например, в докладе лорда Гила по поводу взрыва на заводе пластмасс в Стоклине Управление критиковали за «неадекватную оценку риска, связанного с возгоранием трубопровода с сжиженным газом … и за недостаточно качественное проведение  проверок…». Но чаще всего Управление критиковали за то, что его требования слишком обширны, мешают работе и приводят к излишнему вмешательству государства в жизнь и работу людей. Газета The Daily Telegraph заявила, что Управление является частью «компенсационной культуры» («compensation culture»), что оно не демократично и не подотчётно, и что выполнение его требований увеличивает затраты.
Но Управление ответило, что большая часть критики относится к вопросам, которые не входят в компетенцию Управления. Реагируя на критику, Управление с 2007 до 2010 публиковало на своём сайте раздел «Мифы месяца» («Myth of the Month»), в котором «разоблачало разные мифы в области охраны труда и техники безопасности». Это стало политическим вопросом в Великобритании. В октябре 2010 был опубликован отчёт лорда Янга, в котором рекомендовались различные реформы, направленные на «защиту предпринимателей от чрезмерной бюрократической нагрузки, и от опасений от необходимости платить необоснованные штрафы, компенсационные выплаты за ущерб и судебные издержки».

## Управление и респираторная защита

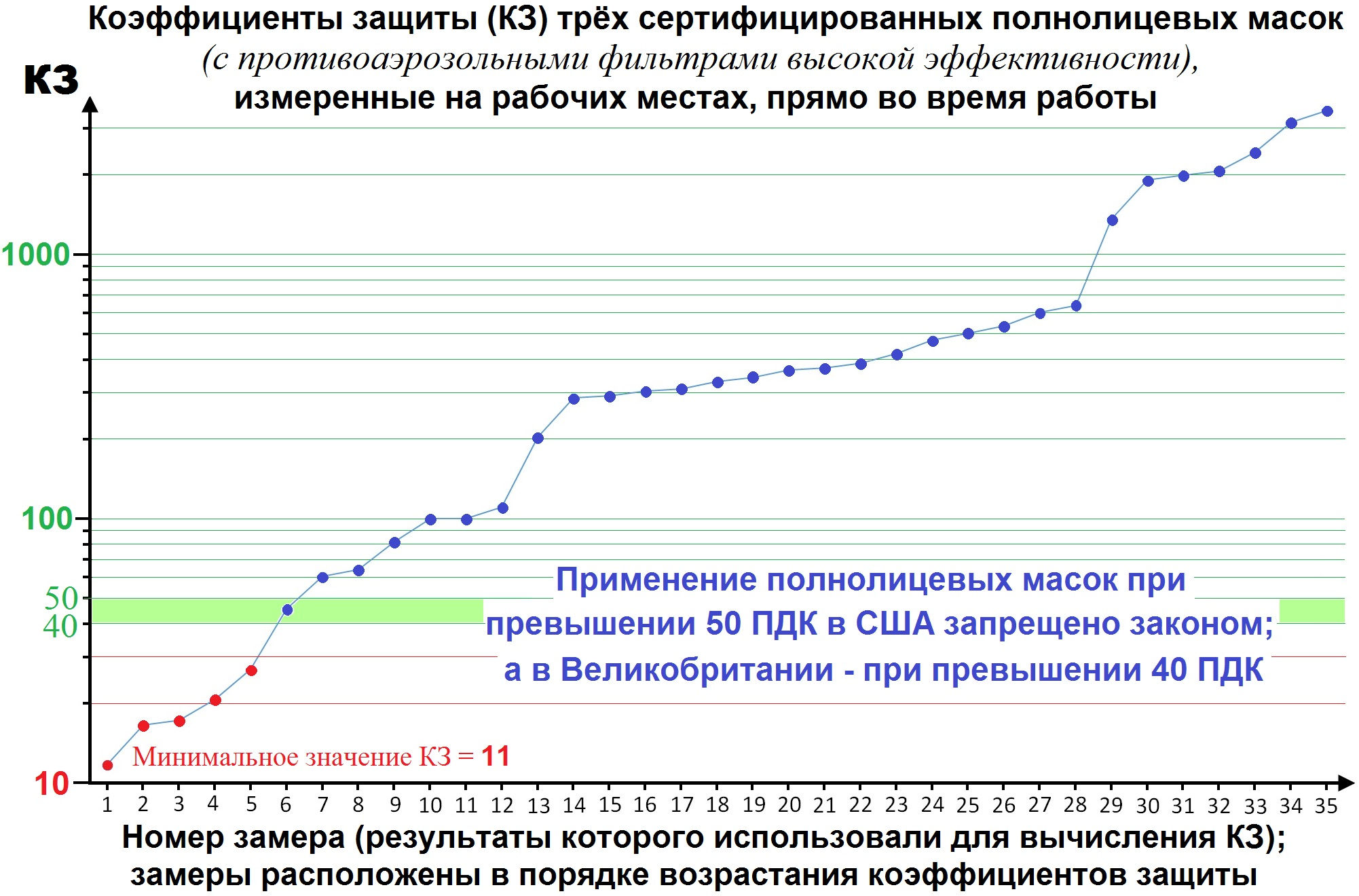
Неожиданно низкие значения реальной эффективности, выявленные во время измерений на рабочих местах, заставили сильно снизить область допустимого применения полнолицевых масок - с 900 ПДК до 40 ПДК (Великобритания)

Управление проводит сертификацию респираторов в Великобритании, и занимается научными исследованиями в области их применения. Предполагалось, что сертификация средств индивидуальной защиты органов дыхания (СИЗОД) в лабораторных условиях позволяет обеспечить надёжную защиту рабочих при их дальнейшем применении в производственных условиях. Однако в 1990 году при проведении измерений защитных свойств трёх разных моделей полнолицевых масок с высокоэффективными противоаэрозольными фильтрами (без принудительной подачи воздуха), которые были ранее успешно сертифицированы Управлением, оказалось что в реальных производственных условиях их эффективность значительно ниже, чем в лабораторных. Ожидалось, что сертифицированные полнолицевые маски позволят снизить концентрацию волокон асбеста под маской во вдыхаемом воздуха так же сильно, как и в лабораторных условиях — так, что их можно будет использовать при концентрации воздушных загрязнений при превышении ПДК в 900 раз. Но результаты измерений показали, что при непрерывном и своевременном использовании (за каждым из рабочих непрерывно наблюдали во время измерений) у первой модели коэффициент защиты (отношение средней наружной концентрации загрязнений к средней подмасочной) было больше 900 лишь в 16 % случаев, у второй — в 40 % случаев, а у третьей модели коэффициент защиты не превышал 900 ни разу (максимальный коэффициент защиты 500).
Все респираторы, использовавшиеся исследователями, были предварительно проверены Управлением, и все они соответствовали требованиям, предъявляемым к высокоэффективным СИЗОД. Метод проведения измерений был согласован с Управлением и считался адекватным.
При проведении более чем 30 пар одновременных измерений наружной и подмасочной концентраций, включавших неоднократные замеры у одного и того же рабочего, исследователи столкнулись с тем, что при использовании одинаково высокоэффективных фильтров коэффициенты защиты очень разнообразны — стандартное геометрическое отклонение значений коэффициента защиты у всех моделей превышало 4.2. Это разнообразие привело к тому, что минимальные значения коэффициента защиты были очень низкими: у первой модели — 11 (максимальное значение 2090), у второй модели — 26 (максимальное значение 3493) и у третьей модели — 17 (максимальное значение 500). Этот разброс и низкие минимальные значения объяснялись просачиванием неотфильтрованного воздуха через зазоры между маской и лицом. Образование зазоров из-за неаккуратного одевания маски и её сползания во время работы в производственных условиях происходит гораздо чаще и сильнее, чем в лабораторных при сертификации.
Полученные низкие результаты (просачивание до 9 %) в сочетании с аналогичными результатами, полученными Hyatt в США, побудили английских специалистов в 1997 году ограничить применение полнолицевых масок с панорамным смотровым стеклом с фильтрами высокой эффективности при концентрации загрязнений свыше 40 ПДК. Это ограничение, основанное на результатах производственных измерений защитных свойств СИЗОД как в Великобритании, так и в США, учитывает значительное отличие между защитными свойствами в производственных и в лабораторных условиях, и оно сохранилось в новом стандарте 2005 года, устанавливающем требования к работодателю в части выбора и организации применения СИЗОД.
На основании научно-обоснованных требований национального законодательства Управление разработало учебник для тех, кому нужно выбрать и использовать респираторы.

## Область деятельности Управления
Управление занимается вопросами охраны труда в следующих областях экономики:
- Авиация
- Атомная промышленность
- Вооружённые силы
- Вторичная переработка и утилизация отходов
- Государственные бюджетные организации
- Государственные структуры, подчиняющиеся королевской власти Crown establishments
- Газоснабжение; регистрация специалистов по безопасности газового оборудования
- Грузоперевозки
- Добыча полезных ископаемых открытым способом
- Индустрия развлечений и отдыха
- Книгопечатание
- Машиностроение
- Морская нефте- и газодобыча
- Обращение с пестицидами
- Обувная и кожевенная промышленность
- Общественное питание
- Офисная работа
- Пищевая промышленность
- Подземная добыча полезных ископаемых
- Пожарная охрана
- Полиция
- Профессиональные водолазные работы
- Ремонт автотранспорта
- Сельское хозяйство
- Система здравоохранения
- Система образования
- Строительство
- Судостроение и судоремонт
- Текстильная промышленность
- Химическая промышленность
- Химчистки
- Целлюлозно-бумажная и деревообрабатывающая промышленность